# João Cabral de Melo Neto

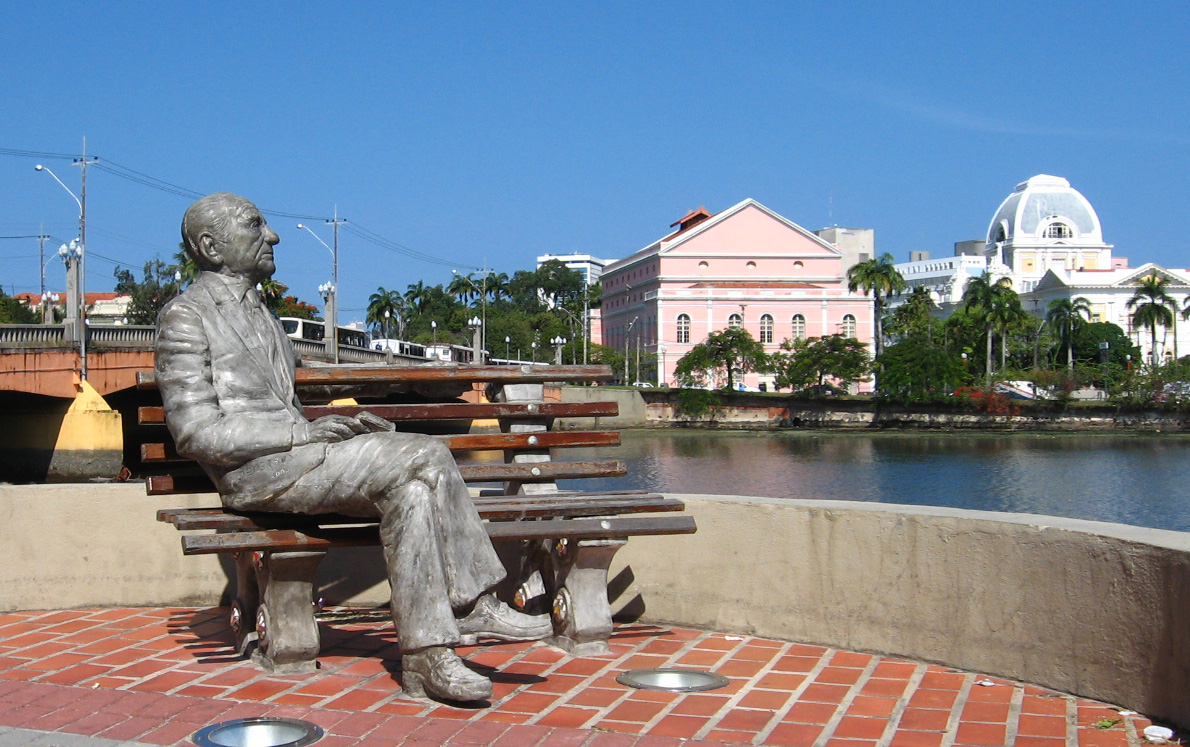
Staty av João Cabral de Melo Neto i Recife.

João Cabral de Melo Neto född 9 januari 1920 i Recife, död 9 oktober 1999, var en brasiliansk författare.
João var diplomat i Barcelona mellan åren 1947 och 1950 där han blev vän med Joan Miró och Joan Brossa.
Han tilldelades Camões pris 1990 och Neustadtpriset 1992.